# Utracona pamięć
Utracona pamięć (oryg. 2009 – Lost Memories, także zapisywane jako 2009– 로스트 메모리즈, Loseuteu memolijeu) – południowokoreański fantastycznonaukowy dreszczowiec w reżyserii Lee Si-myunga, którego premiera odbyła się 1 lutego 2002 roku.

## Fabuła
Nieudana próba zamachu w Chińskiej prowincji Harbin w 1909 roku zmieniła przeszłość. Dwóch agentów JBI (Japanese Bureau of Investigation) szuka powiązania pomiędzy tym historycznym wydarzeniem a starożytnym zabytkiem koreańskim.

## Obsada[5]
- Jang Dong-gun jako Masayuki Sakamoto, agent JBI pochodzenia japońsko-koreańskiego
- Tōru Nakamura jako Shojiro Saigo, partner Sakamoto
- Seo Jin-ho jako Oh Hye-rin, szefowa koreańskiej grupy terrorystycznej Hureisenjin
- Shin Goo jako Takahashi, mentor Sakamoto
- Cheon Ho-jin – szef Hureisenjin
- Ahn Gil-kang jako Lee Myung-hak
- Masaaki Daimon jako Guk-jing
- Jo Sang-Geon jako Kim Dae-sung
- Ken Mitsuishi jako Hideyo, pracownik JBI
- Shōhei Imamura jako historyk
- Nobuyuki Katsube jako dyrektor wykonawczy
- Shinichi Kase jako kustosz
- Miki Yoshimura jako Yuriko, żona Shojiro
- Kim Eung-su jako Miura
- Ahn Gye-beom jako Kenji Inoue
- Kim Min-sun jako przedszkolanka

## Nagrody i nominacje
| Rok  | Miejsce                                       | Nagroda                          | Kategoria             | Odbiorcy i nominowani    | Wynik     | Źródło |
| ---- | --------------------------------------------- | -------------------------------- | --------------------- | ------------------------ | --------- | ------ |
| 2002 | Grand Bell Awards                             | Grand Bell Award                 | Best Supporting Actor | Tōru Nakamura            | Wygrana   | [ 6 ]  |
| 2002 | Grand Bell Awards                             | Grand Bell Award                 | Best New Director     | Lee Si-myung             | Wygrana   | [ 6 ]  |
| 2002 | Grand Bell Awards                             | Grand Bell Award                 | Best Sound Effects    | Ahn Sang-ho, Lee Kyu-suk | Wygrana   | [ 6 ]  |
| 2002 | Grand Bell Awards                             | Grand Bell Award                 | Best Visual Effects   | Chang Sung-ho            | Wygrana   | [ 6 ]  |
| 2002 | Neuchâtel International Fantasy Film Festival | Narcisse Award                   | Best Feature Film     | Lee Si-myung             | Nominacja | [ 6 ]  |
| 2003 | Gérardmer Film Festival                       | Audience Award                   |                       | Lee Si-myung             | Wygrana   | [ 6 ]  |
| 2003 | Międzynarodowy Festiwal Filmowy w Porto       | International Fantasy Film Award | Best Film             | Lee Si-myung             | Nominacja | [ 6 ]  |